# Titularbistum Sbida
Sbida ist ein Titularbistum der römisch-katholischen Kirche.
Es geht zurück auf einen untergegangenen Bischofssitz in der gleichnamigen antiken Stadt, die in der römischen Provinz Isauria im Zentrum Kleinasiens lag. Der Bischofssitz war der Kirchenprovinz Seleucia in Isauria zugeordnet.
| Titularbischöfe von Sbida |                              |                                                  |               |                |
| Nr.                       | Name                         | Amt                                              | von           | bis            |
| 1                         | Joannes Groen MSF            | Apostolischer Vikar von Banjarmasin (Indonesien) | 10. März 1949 | 18. April 1953 |
| 2                         | John Hubert Macey Rodgers SM | Apostolischer Vikar von Tonga (Tonga)            | 29. Juni 1953 | 21. Juni 1966  |